# Buonalbergo
Buonalbergo est une commune italienne de la province de Bénévent dans la région Campanie en Italie.

## Administration
| Période                                  | Période  | Identité         | Étiquette | Qualité |
| ---------------------------------------- | -------- | ---------------- | --------- | ------- |
| 30 mai 2006                              | En cours | Fernando D'Aloia | Centro    |         |
| Les données manquantes sont à compléter. |          |                  |           |         |

### Communes limitrophes
Apice, Casalbore, Montecalvo Irpino, Paduli, San Giorgio La Molara, Sant'Arcangelo Trimonte

## Archéologie
- Pont romain de Chianche